# 烏茲緬湖
55°45′10″N 30°41′56″E / 55.75278°N 30.69889°E
烏茲緬湖（俄语：Узмень），是俄羅斯的湖泊，位於該國西北部，由普斯科夫州負責管轄，處於烏斯維亞特區，面積4.5平方公里，集水區面積143平方公里，平均水深2米，最大水深3.8米。